# Buxeuil (Indre)
Buxeuil é uma comuna francesa na região administrativa do Centro, no departamento Indre. Estende-se por uma área de 20,2 km². Em 2010 a comuna tinha 227 habitantes (densidade: 11,2 hab./km²).